# Allium siskiyouense
Allium siskiyouense — вид трав'янистих рослин родини амарилісові (Amaryllidaceae), ендемік пд.-зх. Орегону й пн. Каліфорнії, США.

## Опис
Цибулин 1–5, збільшені цибулини відсутні або ± дорівнюють материнським цибулинам, яйцеподібні, 0.8–2 × 0.8–2 см; зовнішні оболонки від сіруватих до буруватих, перетинчасті; внутрішні оболонки від рожевих до червоних. Листки, як правило, опадають зі стеблиною, в'януть в період цвітіння, 2; листові пластини плоскі, 8–18 см × 3–5 мм, краї цілі. Стеблина утворює розламний шар, опадає з листям після дозрівання насіння, одиночна, прямостійна, сплющена, крила дистальні, 3–8 см × 1–4 мм. Зонтик стійкий, прямостійний, компактний, 10–35-квітковий, півсферичний, цибулинки невідомі. Квіти від конічних до дзвінчастих, 8–11 мм; листочки оцвітини прямостійні, рожеві, як правило, з темнішими рожевими серединними жилками, від ланцетних до еліптичних, ± рівні, зовнішні поля цілі, внутрішні поля зазвичай дистанційно дрібно зубчасті, верхівка тупа. Пиляки жовті до світло-пурпурових; пилок жовтий. Насіннєвий покрив блискучий. 2n = 14.
Період цвітіння: кінець квітня — червень.

## Поширення
Ендемік пд.-зх. Орегону й пн. Каліфорнії, США.
Населяє важкі, кам'янисті, глинисті ґрунти, включаючи серпентин; 900–2500 м.